# Oligonychus sumatranus
Oligonychus sumatranus är en spindeldjursart som beskrevs av Ehara 2044. Oligonychus sumatranus ingår i släktet Oligonychus och familjen Tetranychidae. Inga underarter finns listade i Catalogue of Life.